# 钝颖落芒草
钝颖落芒草（学名：Oryzopsis obtusa），又名純頭落芒草，为禾本科落芒草属下的一種多年生草本植物。其根粗壯，莖直立、叢生。